# Jean-Baptiste Grosier
Jean-Baptiste Gabriel Alexandre Grosier, né à Saint-Omer le 17 mars 1743 et mort à Paris 9e le 8 décembre 1823, est un critique littéraire, critique d'art et sinologue français.

## Biographie

### Famille et études
Jean-Baptiste Grosier fit de bonnes études chez les jésuites, et entra dans leur société en 1761. Il débuta dans la carrière littéraire en faisant insérer dans le Mercure de France de juillet 1760 une imitation en vers français d’une ode d’Horace. « Après sa sortie de chez les jésuites, dit Barbier, l’abbé Grosier vint à Paris, et y fut recherché par Fréron, qui lui fit de vives instances pour le déterminer à prendre part au travail de sa revue critique, l'Année littéraire. »

### Collaborateur du critique Fréron
Pendant six ans, l’abbé Grosier fut le collaborateur de Fréron et, dans les dernières années de la vie de ce célèbre critique, il se trouva seul chargé de presque toute la rédaction. Après sa mort, sa femme et ses enfants, dont ce journal était devenu la seule ressource, eurent encore recours à lui pour le continuer et le soutenir. L’abbé Grosier se rendit à leurs désirs et l’Année littéraire, que ses nombreux ennemis regardaient comme tombée, reprit un nouvel essor sous sa plume. C’est à lui que sont dus, entre autres, ces articles qui firent tant de bruit sur le Suétone de La Harpe et sur les fausses lettres du pape Ganganelli.

### Critique du Journal des Beaux-Arts
En 1779, Grosier se décida, en faveur d’un établissement de bienfaisance, à se charger du Journal des beaux-arts, qui était en discrédit ; il le reprit sous le titre de Journal de littérature, des sciences et des arts : le succès était assuré ; mais l’abbé Grosier ne crut pas devoir continuer ce recueil. La première année, qui est seule de lui, renferme, suivant Barbier, d’excellents morceaux de critique et des analyses très bien faites. L’Année littéraire fut reprise en 1800 par l’abbé Grosier et l’abbé Geoffroy, qu’on peut regarder comme son élève dans l’art de la critique. Des circonstances qui tenaient à la Révolution firent supprimer ce journal après la publication de sept ou huit volumes in-12. 
Grosier travailla encore à la Gazette de France . La Biographie des hommes vivants de Michaud, lui attribue l’ouvrage intitulé Antidote de l’Athéisme, ou examen du Dictionnaire des Athées de Sylvain Maréchal ; Paris, 1801, in-8° ; mais d’après Barbier ce livre appartient à Léon Aléa. 

### Historien de la Chine
Pendant quarante ans, l’abbé Grosier s’occupa de l’histoire, des arts et de la littérature de la Chine, publiant, de 1777 à 1784, conjointement avec l’interprète de la Bibliothèque du roi, Le Roux Deshauterayes, (1724-1795), l’Histoire générale de la Chine en 12 volumes in-4°, compilée à Pékin par le père de Mailla sur les originaux chinois hans ou mandchous. « Le prospectus très développé, par lequel il l’annonça, fut singulièrement bien accueilli du public, et lui valut, en peu de mois, dit Barbier, 86 000 fr. en souscriptions, qui servirent à faire les frais de l’édition. » D’Alembert et La Harpe firent l’éloge de ce prospectus. Il ajouta à ce grand travail, qui le premier faisait connaître aux Européens la longue suite des événements politiques du Céleste Empire, un treizième volume, intitulé De la Chine, ou description générale de cet empire, rédigée d’après les Mémoires de la mission de Pékin, ouvrage qui contient : 1° la Description topographique des quinze provinces qui composent cet empire, celle de la Tartarie, des lieux et des États tributaires qui en dépendent; le nombre de villes, etc ; 2° l’exposé de toutes les connaissances acquises et parvenues jusqu’en Europe sur le gouvernement, la religion, les lois, les mœurs, les sciences et les arts des Chinois, Paris, 1786, in-4°. « Ce volume eut le plus grand succès, dit Barbier ; on le vendit séparément, avec un frontispice particulier ; et, trois mois après, on en fit une seconde édition, en 2 vol. in-8°. L’ouvrage obtint la même faveur de l’étranger, étant traduit en anglais et en italien. Ce volume n’était cependant qu’un supplément jugé nécessaire pour l’intelligence de la grande Histoire Chinoise. L’abbé Grosier s’occupa à compléter cette description, et cet ouvrage fut réimprimé, en 1818 et années suivantes, en 7 vol. in-8°. »
L’abbé Grosier a laissé en manuscrit une nouvelle édition de l’Histoire générale de la Chine, traduite par le P. de Mailla, refondue quant au style, au choix et à la disposition des faits. On doit encore à l’abbé Grosier les Mémoires d’une société célèbre, considérée comme corps littéraire et académique depuis le commencement de ce siècle, ou mémoires des jésuites sur les sciences, les belles-lettres et les arts ; Paris, 1790, 3 vol. in-8°. Cette collection, extraite du Journal de Trévoux jésuite, devait être portée à un grand nombre de volumes mais la Révolution empêcha l’éditeur de continuer. La préface de l’éditeur contient l’apologie des jésuites considérés surtout sous le rapport littéraire. Le marquis de Fortia d’Urban a inséré dans le dixième volume des Mémoires pour servir à l’histoire ancienne du globe terrestre, Paris, 1809, in-12, une attaque assez vive de l’abbé Grosier contre le Voyage à Pékin de Guigne fils.
La publication de l’Histoire de la Chine n’avait pas fait la fortune de l’abbé Grosier : les nombreux agents qu’il avait été forcé d’employer ne lui laissèrent qu’un faible bénéfice. Avant la Révolution, il possédait un canonicat à l'église Saint-Louis-du-Louvre. Plus tard, il vécut d’une modeste rente. En 1810, il fut nommé sous-bibliothécaire de l’Arsenal dont il devint, en 1817, conservateur et plus tard administrateur. « Dans les fonctions de sa nouvelle place, il sut, dit Barbier, par sa complaisance et par son empressement à communiquer les lumières qu’il devait à de longues études, se faire aimer des gens de lettres. »

## Publications
- Le Monde des anciens Chinois, Genève ; Paris, Minerva, 1989.
- Les Chinois, Paris, Solar, 1981.
- Atlas général de la Chine pour servir à la description générale de cet empire, Paris, Moutard, 1785.
- Description générale de la Chine, ou Tableau de l'état actuel de cet empire, Paris, Moutard, 1785.